# Угровеск
Угровеск (Угровск) — древнерусский город, относившийся к Червенским городам и располагавшийся при впадении реки Угер в Западный Буг. В 1213 году был присоединён к Галицко-Волынскому княжеству князем Даниилом Галицким.
Христианство распространилось на этих территориях приблизительно в конце X века, поскольку в недалёком Владимире-Волынском православная епархия была основана уже в 992 году. В 1205 году в Угровеске находилась резиденция отдельной православной епархии, которую Даниил Галицкий в 1240 году перенёс в Холм.
Следы городища находятся к востоку от польского села Угруск.